# Maryan Zakalnytskyy
Maryan Zakalnytskyy (en ukrainien Мар'ян Закальницький. né le 19 août 1994 à Verkhnia) est un athlète ukrainien, spécialiste de marche, champion d'Europe du 50 km en 2018 à Berlin.

## Carrière
Maryan Zakalnytskyy remporte la médaille d’argent par équipes lors des Championnats du monde par équipes de marche 2016 à Rome. 
Le 5 mai 2018, il bat son record personnel en 3 h 44 min 59 s et se classe 4e en individuel du 50 km marche lors la Coupe du monde à Taicang, terminant premier des Européens. En août de la même année, il remporte le 50 km des championnats d’Europe de Berlin en 3 h 46 min 32 s, devant le champion du monde et olympique Matej Tóth et le Biélorusse Dzmitry Dziubin. Il devient à cette occasion le premier marcheur ukrainien à décrocher un titre lors de championnats d'Europe, et l'un des plus jeunes (23 ans) dans une épreuve généralement remportée par des trentenaires.
Aux championnats du monde de Doha en 2019, il prend la 9ème place du 50 km dans le temps de 4 h 12 min 28 s, la course s'étant disputée la nuit sous une très forte chaleur. 

## Palmarès
| Date | Compétition                                 | Lieu    | Résultat | Épreuve | Temps           |
| ---- | ------------------------------------------- | ------- | -------- | ------- | --------------- |
| 2018 | Championnats du monde par équipes de marche | Taicang | 4e       | 50 km   | 3 h 44 min 59 s |
| 2018 | Championnats d'Europe                       | Berlin  | 1er      | 50 km   | 3 h 46 min 32 s |
| 2019 | Championnats du monde                       | Doha    | 9e       | 50 km   | 4 h 12 min 28 s |
| 2021 | Jeux Olympiques                             | Sapporo | 25e      | 50 km   | 4 h 02 min 53 s |
| 2022 | Championnats d'Europe                       | Munich  | 11e      | 35 km   | 2 h 39 min 06 s |

## Records
| Épreuve      | Performance     | Date            | Lieu            |  |
| ------------ | --------------- | --------------- | --------------- |  |
| 20 km marche | 1 h 21 min 56 s | 16 février 2020 | Antalya         |  |
| 35 km marche | 2 h 34 min 56 s | 12 mars 2017    | Ivano-Frankivsk |  |
| 50 km marche | 3 h 44 min 59 s | 5 mai 2018      | Taicang         |  |